# L'Éguille
L'Éguille là một xã trong tỉnh Charente-Maritime trong vùng Nouvelle-Aquitaine, tây nam nước Pháp. Xã L'Éguille nằm ở khu vực có độ cao từ 0-11 mét trên mực nước biển.